# From Conception: Live 1981
From Conception: Live 1981 è un album dal vivo del gruppo musicale statunitense Dokken, pubblicato il 13 marzo 2007 dalla Rhino Entertainment.
L'album presenta alcune rare esibizioni live presumibilmente del 1981, antecedenti alla pubblicazione del primo album del gruppo Breaking the Chains. Tuttavia è più probabile che la performance sia del dicembre del 1983, anche perché viene indicato Jeff Pilson come bassista (mentre nel 1981 suonava nella band ancora Juan Croucier) e la canzone We're Illegal viene già presentata con il titolo Live to Rock modificato solo successivamente. L'anno indicato nella denominazione del disco risulta per cui errato. 
L'esibizione presenta tre brani inediti su disco: Goin' Down, Hit and Run e You're a Liar.

## Tracce
1. Paris Is Burning – 4:47 (Don Dokken, George Lynch)
2. Goin' Down – 3:42 (Dokken)
3. In the Middle – 4:53 (Dokken, Lynch)
4. Young Girls – 3:55 (Dokken, Lynch)
5. Hit and Run – 3:51 (Dokken)
6. Nightrider – 8:15 (Dokken, Lynch, Mick Brown)
7. Guitar Solo – 2:58 (Lynch)
8. Live to Rock – 5:04 (Dokken, Lynch, Juan Croucier)
9. Breaking the Chains – 6:24 (Dokken, Lynch)
10. You're a Liar – 4:46 (Dokken)

Tracce bonus dell'edizione giapponese
1. Liar – 3:45 (Dokken)
2. Prisoner – 6:05 (Lynch, Pilson, Brown)

## Formazione
- Don Dokken – voce
- George Lynch – chitarre
- Jeff Pilson – basso, cori
- Mick Brown – batteria, cori